# Mariages (roman)
Mariages est un roman du belge Charles Plisnier, publié aux éditions Corrêa en 1936. Il est porté à l'écran par José-André Lacour et Teff Erhat en 1977, dans un feuilleton de quatre épisodes diffusé sur RTB.

## Historique
Mariages est cité par Gabriel Reuillard comme outsider dans tous les grands prix littéraires (Goncourt, Renaudot, Femina ou Interallié).
Mariages ne remporta pas de prix, mais reçu des voix pour le Prix interallié et pour le Prix Renaudot.

## Polémique du Goncourt
À la suite de l'attribution du Prix Goncourt en 1936, une controverse surgit, car Mariages n'obtint pas de voix. En effet, un débat au sein de l'Académie Goncourt avait divisé les membres sur la nationalité belge de Charles Plisnier, conduisant à la décision de réserver le prix uniquement aux auteurs français.

## Résumé
L'histoire chronique la décadence d'une famille bourgeoise et industrielle, celle des Chardin, tout en mettant en lumière les mariages malheureux de deux cousines, Fabienne Fraigneux et Marcelle Chardin.
Fabienne, une Chardin par mariage, épouse Maxime Salembeau, un employé ambitieux dont la déception progressive provoque une détérioration de leur union. Tandis que Fabienne endure le mépris et la trahison, elle finit par commettre l'irréparable en empoisonnant son mari, un acte tragique qui souligne la complexité de son personnage. Marcelle, plus faible et romantique, cherche l'amour par des aventures sans lendemain avant de rencontrer un véritable amour qu'elle finit par gâcher.

## Analyse
Le roman ne se limite pas à une simple chronique sociale, mais explore également la quête de sens et l'impact du passé sur la vie des personnages. Plisnier excelle à dépeindre une humanité imparfaite, où les aspirations et les désirs restent souvent inassouvis. Malgré le ton résigné et parfois morose de l'œuvre, certaines scènes poignantes révèlent la fragilité et la beauté de l'expérience humaine.
Plisnier évoque donc des thèmes tels que la jeunesse, le souvenir et la mélancolie, tout en offrant une riche palette de personnages qui semblent réels et vivants, rendant le roman à la fois touchant et introspectif. À travers ses faiblesses et ses maladresses, Mariages se distingue par sa capacité à toucher le lecteur grâce à son exploration des complexités de l'âme humaine.

## Accueil critique
André Thérive aborde Mariages de Charles Plisnier en soulignant d'emblée son importance, affirmant qu'il « peut doubler le cap d'un trimestre ou d'une année » et que « c'est malgré tout un des livres importants de la saison. » Il reconnaît le talent de l'auteur, le qualifiant de « bon écrivain et un vigoureux romancier, » avec « des ambitions nobles, le goût de la puissance et de la solidité. » Cependant, il relève un manque dans le roman : « une ligne générale, une harmonie, » soulignant que l'œuvre pourrait bénéficier d'une « philosophie latente » et d'un "système du monde » plus prégnant. Malgré ces critiques, Thérive insiste sur la valeur de l'œuvre : « Mariages compte et mérite d'être lu. » Il mentionne également que les personnages, tout en jouant un rôle central, semblent manquer d'une profondeur morale suffisante, ce qui invite à réfléchir sur "une satire implicite du milieu. »
Robert Brasillach exprime une opinion ambivalente sur le roman Mariages. Il constate une surprise « rare » et une certaine « joie » que procure ce livre, malgré ses « défauts » et ses « maladresses ». Il avoue que le roman « peut être ennuyeux dans l'ensemble » et que le style « est parfois un peu recherché ». Cependant, il reconnaît que le livre promet d’« éprouver cette joie mystérieuse » et de dévoiler les « secrets de la vie », ce qui témoigne du potentiel de Plisnier en tant que « vrai romancier ». Brasillach souligne que Plisnier, bien qu'imparfait, crée des personnages « vivants » qui échappent aux stéréotypes habituels, déclarant qu'« elles ne sont modèles de rien », et met en avant l'importance du « passé » dans leur vie, ce qui donne au récit un « pouvoir de confidence ». Malgré une représentation « peu attirante » de l'humanité, il admire la manière dont Plisnier capte la « brièveté » du miracle humain. Il conclut que la monotonie et la lourdeur présentes dans le récit sont contrebalancées par des « qualités si brillantes » que ce roman devient, pour lui, une « promesse la plus certaine de cette année ».

## Éditions
- Mariages, éditions Corrêa, 1936.
- Mariages, éditions Buchet-Chastel, 1996.